# Daniel T. Jewett
Daniel T. Jewett (Pittson, 1807. szeptember 14. – Saint Louis, 1906. október 7.) az Amerikai Egyesült Államok szenátora (Missouri, 1870–1871).